# Meyer Prinstein
Meyer Prinstein (tudi Meyr Prinstein, rojen kot Mejer Prinsztejn), ameriški atlet, * 22. december 1878, Szczuczyn, Poljska, † 10. marec 1925, New York, ZDA.
Prinstein je nastopil na treh Poletnih olimpijskih igrah, v letih 1900 v Parizu, 1904 v St. Louisu in 1906 v Atenah, ki jih Mednarodni olimpijski komite ne priznava. Na igrah leta 1900 je postal olimpijski prvak v trostoku in podprvak v skoku v daljino, na igrah leta 1904 pa dvakratni olimpijski prvak v obeh disciplinah. Na nepriznanih igrah leta 1906 je osvojil zlato medaljo v skoku v daljino. 11. junija 1898 je Prinstein v New Yorku postavil svetovni rekord v skoku v daljino s 7,235 metra, po enem tednu ga je izboljšal William Newburn, 28. aprila 1900 pa je še drugič postavil nov svetovni rekord s 7,50 metra v Philadelphiji. Tokrat je veljal štiri mesece, ko ga je izboljšal Peter O'Connor.